# Isoschizoporella secunda
Isoschizoporella secunda är en mossdjursart som beskrevs av Hayward och Taylor 1984. Isoschizoporella secunda ingår i släktet Isoschizoporella och familjen Eminooeciidae. Inga underarter finns listade i Catalogue of Life.